# Provincie Oki

Mapa japonských provincií se zvýrazněnou provincií Oki

Provincie Oki (japonsky: 隠岐国; Oki no kuni) byla stará japonská provincie rozkládající se na ostrovech Oki v Japonském moři. Nejbližšími „pevninskými“ provinciemi byly Izumo a Hóki.
Ostrovy Oki se skládají ze dvou relativně velkých a několika menších ostrovů. Hlavní město provincie se nacházelo na místě dnešního města Saigó. Ze starého hlavního města se zachovalo jen velmi málo, jedinou významnější památkou je provinční chrám, který v Saigó stále stojí.
Na Oki byly kdysi posláni do exilu císaři Go-Toba a Go-Daigo.
Od období Kamakura byla provincie Oki většinou spravována šugo provincie Izumo. Během období Muromači ji ovládal postupně klan Sasaki, klan Jamana a klan Kjógoku. Během období Sengoku měl Oki v držení klan Amago. Po pádu Amagoů a nástupu šógunátu Tokugawa se provincie stala državou šóguna a jejími správci se stal daimjó z léna Macue patřící ke klanu Macudaira, příbuzných šóguna. V té době činila produkce rýže v Oki 5 tisíc koku za rok.
Dnes území bývalé provincie tvoří okres Oki prefektury Šimane.